# Аббасия (район Каира)

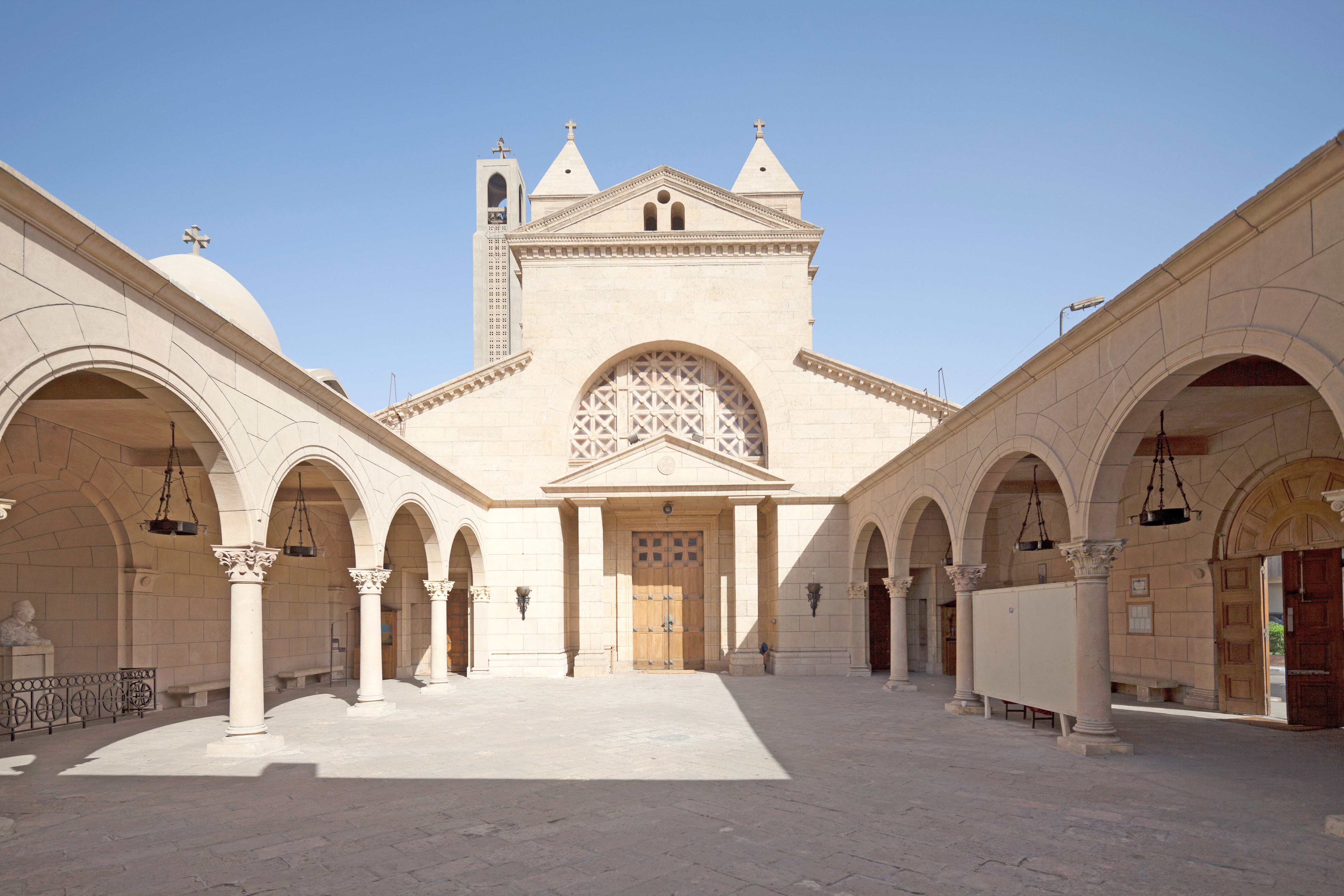
Церковь святых Петра и Павла в Аббасии

Эль-Аббаси́я (араб. العباسية‎) — район в восточной части Каира, Египет. Большинство населения района — адепты Коптской Православной Церкви. Станция метро — Абду-паша. На территории района находится стадион Шорта вместимостью 25000 человек.

## История
Район находится на месте деревни эп-Совт эм-п-Хой (копт. ⲡⲥⲟⲃⲧ ⲙ̀ⲡϩⲟⲓ, "стена у рва"), которая позже получила название Шатс (копт. ϣⲁⲧⲥ) или эль-Хандак (араб. الخندق‎).
Во время Второй мировой войны, Египет был ареной тяжёлых боёв, Великобритания разместила свой Королевский бронетанковый корпус в районе Аббасия.
В феврале, мае и августе 2012 году Аббасия стала ареной противостояния между протестующими и вооружёнными силами.